# Élections législatives danoises de 1960
Les élections législatives danoises de 1960 ont eu lieu le 15 novembre 1960.

## Contexte
À la suite des élections précédentes, le social-démocrate Hans Christian Hansen forme un gouvernement de coalition réunissant, la Social-démocratie, le Parti social-libéral danois et le Parti de la justice. À la suite de son décès le 19 février 1960, Viggo Kampmann le remplace au poste de Premier ministre.

## Système électoral
Les 179 députés du Folketing sont élus au suffrage universel direct pour un mandat de quatre ans via un système électoral mixte associant un scrutin proportionnel plurinominal dans le cadre de circonscriptions associé à une répartition par compensation.
Les 179 députés sont répartis comme suit, :
- 175 pour le Danemark propre ;
- 2 pour les Îles Féroé ;
- 2 pour le Groenland.

## Résultats

### Danemark métropolitain
| Inscrits                     | Inscrits                 | Inscrits                 | 2 843 748 |             |                       |                       |
| Abstentions                  | Abstentions              | Abstentions              | 403 812   | 14,2 %      |                       |                       |
| Votants                      | Votants                  | Votants                  | 2 439 936 | 85,8 %      |                       |                       |
|                              |                          |                          |           |             |                       |                       |
| Bulletins enregistrés        | Bulletins enregistrés    | Bulletins enregistrés    | 2 439 936 |             |                       |                       |
| Bulletins blancs ou nuls     | Bulletins blancs ou nuls | Bulletins blancs ou nuls | 7 989     | 0,33 %      |                       |                       |
| Suffrages exprimés           | Suffrages exprimés       | Suffrages exprimés       | 2 431 947 | 99,67 %     | 175 sièges à pourvoir | 175 sièges à pourvoir |
|                              |                          |                          |           |             |                       |                       |
| Liste                        | Tête de liste            |                          | Suffrages | Pourcentage | Sièges acquis         | Var.                  |
| Social-démocratie            | Viggo Kampmann           |                          | 1 023 794 | 42,1 %      | 76 / 175              | 6                     |
| Venstre                      | Erik Eriksen             |                          | 512 041   | 21,05 %     | 38 / 175              | 7                     |
| Parti populaire conservateur | Poul Sørensen            |                          | 435 764   | 17,92 %     | 32 / 175              | 2                     |
| Parti populaire socialiste   | Aksel Larsen             |                          | 149 440   | 6,14 %      | 11 / 175              | n/a                   |
| Parti social-libéral danois  | Jørgen Jørgensen         |                          | 140 979   | 5,8 %       | 11 / 175              | 3                     |
| Parti indépendant            | Iver Poulsen             |                          | 81 134    | 3,34 %      | 6 / 175               | 6                     |
| Parti de la justice          | Direction collégiale     |                          | 52 330    | 2,15 %      | 0 / 175               | 9                     |
| Parti communiste du Danemark | Knud Jespersen           |                          | 27 298    | 1,12 %      | 0 / 175               | 6                     |
| Parti du Schleswig           | Néant                    |                          | 9 058     | 0,37 %      | 1 / 175               | en stagnation         |
| Indépendants                 | Néant                    |                          | 109       | 0 %         | 0 / 175               | n/a                   |

### Féroé
| Inscrits                 | Inscrits                 | Inscrits                 | 19 087    |             |                     |                     |
| Abstentions              | Abstentions              | Abstentions              | 8 188     | 42,9 %      |                     |                     |
| Votants                  | Votants                  | Votants                  | 10 899    | 57,1 %      |                     |                     |
|                          |                          |                          |           |             |                     |                     |
| Bulletins enregistrés    | Bulletins enregistrés    | Bulletins enregistrés    | 10 899    |             |                     |                     |
| Bulletins blancs ou nuls | Bulletins blancs ou nuls | Bulletins blancs ou nuls | 53        | 0,49 %      |                     |                     |
| Suffrages exprimés       | Suffrages exprimés       | Suffrages exprimés       | 10 846    | 99,51 %     | 2 sièges à pourvoir | 2 sièges à pourvoir |
|                          |                          |                          |           |             |                     |                     |
| Liste                    | Tête de liste            |                          | Suffrages | Pourcentage | Sièges acquis       | Var.                |
| Parti social-démocrate   | Néant                    |                          | 3 712     | 34,22 %     | 1 / 2               | 1                   |
| Indépendants             | Néant                    |                          | 2 585     | 23,83 %     | 0 / 2               | n/a                 |
| Parti de l'union         | Johan Poulsen            |                          | 2 391     | 22,04 %     | 1 / 2               | en stagnation       |
| Parti du peuple          | Néant                    |                          | 2 158     | 19,9 %      | 0 / 2               | 1                   |